# سوگ (آلبوم جاستین بیبر)
سْوَگ (انگلیسی: Swag) هفتمین آلبوم استودیویی از خوانندهٔ کانادایی، جاستین بیبر است. این آلبوم به صورت غافل‌گیرانه در ۱۱ ژوئیه ۲۰۲۵ توسط دف جم رکوردینگز منتشر شد. در این آلبوم، هنرمندانی همچون گانا و سکسی رد به‌عنوان خوانندهٔ مهمان حضور دارند. تهیه‌کنندگی آلبوم را بیبر، دیجون و ادی بنجامین بر عهده داشته‌اند و همچنین افرادی چون کارتر لنگ، دیلن ویگینز، دنیل چتریت، ام‌کی. جی، الی تپلین، ناکس فورچون، دنیل سیزر و هارو نیز در تولید آن مشارکت داشته‌اند. سْوَگ دنباله‌ای برای آلبوم قبلی بیبر با نام عدالت و دومین آلبوم چندآهنگهٔ او با عنوان آزادی محسوب می‌شود که هر دو در بهار سال ۲۰۲۱ منتشر شده بودند.